# New England Patriots
New England Patriots là một đội Bóng bầu dục Mỹ chuyên nghiệp có trụ sở tại Vùng Đại Boston. Patriots thi đấu trong Giải bóng bầu dục quốc gia (NFL) với tư cách là một câu lạc bộ thành viên của bộ phận AFC Đông của Liên đoàn bóng bầu dục Mỹ (AFC). Đội chơi các trận trên sân nhà của mình tại sân vận động Gillette tại thị trấn Foxborough, Massachusetts, nằm 21 dặm (34 km) về phía tây nam của trung tâm thành phố Boston, bang Massachusetts và 20 dặm (32 km)  về phía đông bắc của trung tâm thành phố Providence, Đảo Rhode. Đội bóng có chủ sở hữu là Robert Kraft, khi ông mua đội vào năm 1994.
Là thành viên ban đầu của Liên đoàn bóng bầu dục Mỹ (AFL), The Patriots đã tham gia NFL trong vụ sáp nhập năm 1970 của hai giải đấu. Đội bóng ban đầu có tên là Boston Patriots và thi đấu sân nhà tại rất nhiều sân vận động trong đó có Fenway Park từ năm 1963 tới 1969 trước khi chuyển đến Foxborough năm 1971. Patriots đổi tên thành New England Patriots vào năm 1971, và đội đã chơi các trận đấu trên sân nhà của họ tại Sân vận động Foxboro từ năm 1971 đến năm 2001, sau đó chuyển đến Sân vận động Gillette vào đầu mùa giải 2002. 
Kể từ sự xuất hiện của huấn luyện viên trưởng Bill Belichick và tiền vệ chính Tom Brady năm 2000, Patriots đã trở thành một trong những đội bóng thành công nhất trong lịch sử NFL, giành được 16 danh hiệu AFC East trong 18 mùa kể từ năm 2001, mà không có mùa giải nào trong giai đoạn đó. Kể từ đó, nhượng quyền thương mại đã lập nhiều kỷ lục đáng chú ý, bao gồm số trận thắng nhiều nhất trong khoảng thời gian mười năm (126, năm 2003-2012), một mùa giải 16 trận bất bại trong năm 2007, chuỗi chiến thắng dài nhất bao gồm các trận đấu thường xuyên và các trận playoff trong lịch sử NFL (một chuỗi 21 trận từ tháng 10 năm 2003 đến tháng 10 năm 2004) và chuỗi danh hiệu liên tiếp dài nhất mà một đội giành được trong lịch sử NFL (đã giành được mười danh hiệu liên tiếp trong các giải chính thức từ năm 2009 đến 2018). Đội bóng sở hữu kỷ lục về số lượng Super Bowls đạt được (9) và giành chiến thắng (6) bởi một huấn luyện viên trưởng-quarter back, có số lần xuất hiện nhiều nhất tại Super Bowl (11), ngang với Pittsburgh Steelers cho hầu hết các trận thắng Super Bowl (6), và cũng ngang với Denver Broncos cho số trận thua nhiều nhất tại Super Bowl (5).

## Lịch sử
Đến năm 2000, Patriots thuê huấn luyện viên trưởng Bill Belichick.